# Üzletszerűség
Az üzletszerűség a büntetőjogban használatos fogalom. A magyar Büntető Törvénykönyv  értelmező rendelkezései között szerepel  a meghatározása, amely szerint üzletszerűen követi el a bűncselekményt, aki ugyanolyan vagy hasonló jellegű bűncselekmények elkövetése révén rendszeres haszonszerzésre törekszik.
A hasonló jellegű bűncselekmények tárgyában a Kúria kiadta a 39. Bk véleményt 

## Története
Az 1878. évi  Csemegi-kódex nem határozta meg az üzletszerűség fogalmát,  hanem azt a  bíró szabad mérlegelésére bízta. A 8800/1946. ME rendelet 9. §-a (BHÖ 272. pont) már tartalmazott egy fogalom-meghatározást: üzletszerűen az követte el a bűncselekményt, aki „arra törekedett, hogy illetéktelen nyereségből állandó keresetforrása legyen”. 
A fogalom törvényi szintű szabályozására először az 1961. évi Btk.-val került sor. E kódex a 114. §-ában  úgy rendelkezett, hogy „üzletszerűen követi el a bűntettet, aki hasonló bűntettek elkövetése révén rendszeres haszonszerzésre törekszik”. Ugyanakkor az akkori jogalkotó úgy ítélte meg, és ez az 1961. évi Btk. Indokolásába is bekerült, hogy az üzletszerűség „kiveszőben lévő kategória, mely a
bírói gyakorlatban egyre ritkábban fordul elő”.
Ezt követően az üzletszerűség fogalma kis változásokon ment keresztül. Az 1961. évi Btk. 1971. évi novelláris módosítása nyomán az üzletszerűség fogalmában használt „bűntett” helyét a „bűncselekmény” kifejezés vette át. Később a korábbi Btk. 137. § 9. pontjában szabályozott fogalommeghatározás úgy módosult, amikor a „hasonló bűncselekmények” kifejezés az „ugyanolyan” kitétellel egészült ki.